# Edgar Westberg
Edgar (Eddy) Westberg, född den 5 mars 1894 i Fredsbergs församling, Skaraborgs län, död den 11 juli 1984 i Stockholm, var en svensk militär.
Westberg avlade studentexamen 1912 och officersexamen 1914 samt genomgick militärförvaltningskurs och avlade intendentsexamen 1920. Han blev underlöjtnant vid Jönköpings regemente 1914, löjtnant där 1917, vid Intendenturkåren 1920 och kapten där 1925. Westberg var regementsintendent vid Södermanlands regemente 1919, vid Livregementets grenadjärer 1920–1923, vid Västernorrlands regemente 1923–1930, och intendent vid Arméförvaltningens intendenturdepartements utrustningsbyrå 1931–1939. Han befordrades till major vid Intendenturkåren 1937, till överstelöjtnant 1942 och till överste 1947. Westberg var chef för arméns intendenturförråd i Karlsborg 1939–1941, tjänstgjorde vid Arméförvaltningens intendenturdepartements industribyrå 1941–1944 och var chef för dess utrustningsbyrå 1944–1949. Han var lärare vid militärförvaltningskurser 1931–1938 och sekreterare vid utrustningskommittén 1933–1937. Westberg var ledamot av taxeringsnämnden för Sollefteå stad 1927–1929. Han blev riddare av Svärdsorden 1935 och av Vasaorden 1946.